# Carl Maria von Bocklet
Carl Maria von Bocklet (født 30. januar 1801 i Prag, død 15. juli 1881 i Wien) var en østrigsk pianist, violinist, komponist og musikpædagog.
Bocklet, der var kendt som virtuos, var fra 1821 lærer i Wien. Han var af Beethoven højt agtet, ligeså af Franz Schubert, der tilegnede ham sin store Seconde grande Sonate (opus 53).